# Palhanec
Palhanec (německy Palhanetz) je vesnice, součást města Opavy v okrese Opava v Moravskoslezském kraji. Ves, ležící na řece Opavě ve stejnojmenném katastrálním území, je součástí evidenční a městské části Vávrovice. Nachází se v Opavské pahorkatině.

## Historie

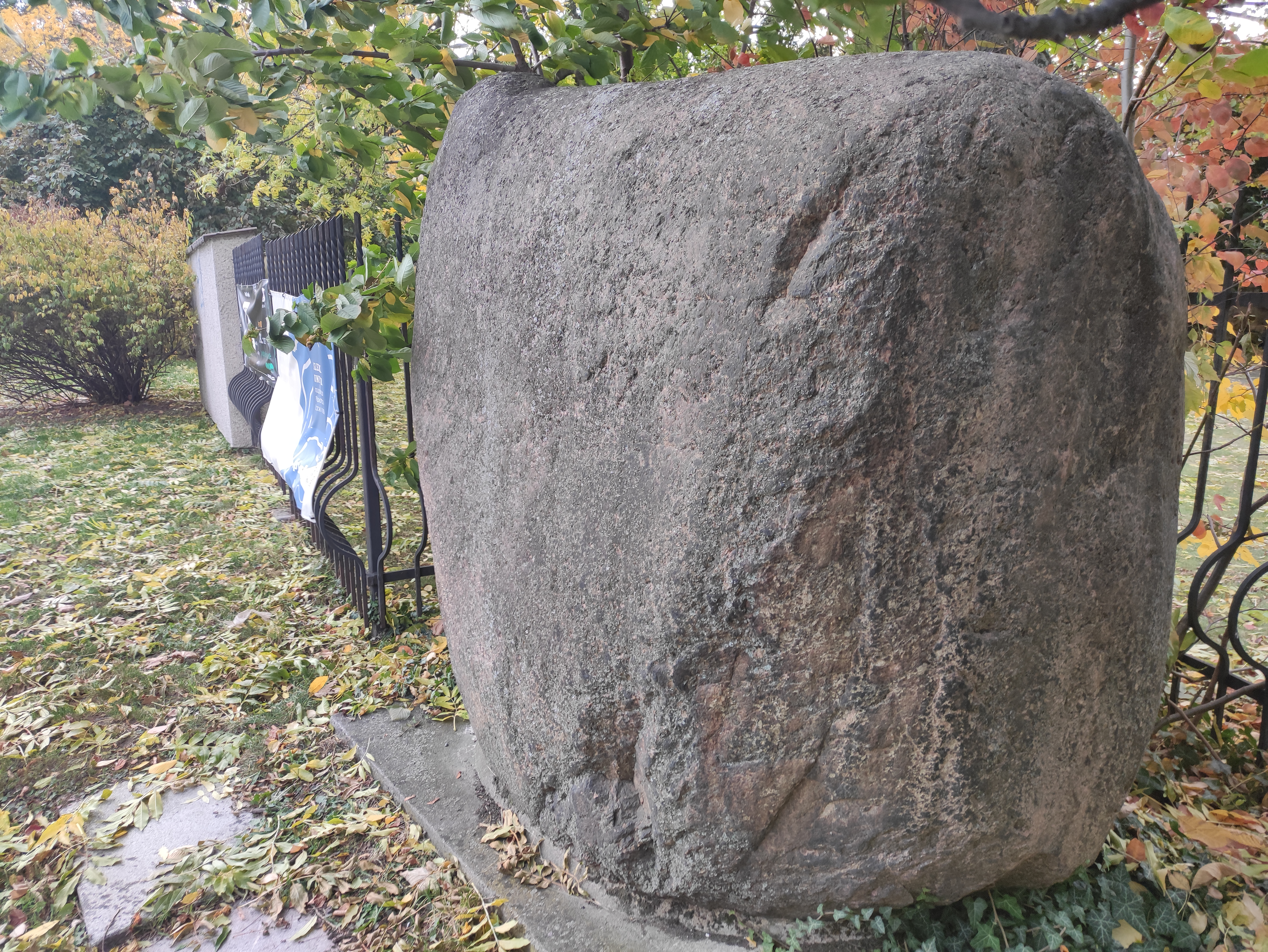
V Palhanci nalezený bludný balvan, který je umístěný v centru Opavy

Osada Palhanec vznikla zřejmě na počátku 18. století u vodního mlýna na řece Opavě, který je doložen k roku 1702, ale byl starší. Po zrušení patrimoniální správy v roce 1848 byl Palhanec částí Vávrovic, a to až do roku 1975. Od 1. ledna 1976 je, společně s Vávrovicemi, součástí Opavy. Palhanec ztratil status evidenční části a je pouze základní sídelní jednotkou v rámci městské části Opava-Vávrovice.
V roce 1958 byl ve zdejší pískovně nalezen bludný balvan pocházející ze Švédska, který byl přemístěn do historického centra Opavy. Je to největší doposud nalezený bludný balvan v okrese Opava.

## Obyvatelstvo
| 1869 | 1880 | 1890 | 1900 | 1910 | 1921 | 1930 | 1950 | 1961 | 1970 | 1980 | 1991 | 2001 | 2011 |
| ---- | ---- | ---- | ---- | ---- | ---- | ---- | ---- | ---- | ---- | ---- | ---- | ---- | ---- |
| 151  | 124  | 133  | 133  | 165  | 221  | 196  | 158  | 175  | 132  | 203  | 259  | 174  | 159  |

## Pamětihodnosti
- kaple